# Idris mysorensis
Idris mysorensis är en stekelart som beskrevs av Durgadas Mukerjee 1978. Idris mysorensis ingår i släktet Idris och familjen Scelionidae. Inga underarter finns listade i Catalogue of Life.